# Hadena vulcanica
Hadena vulcanica là một loài bướm đêm trong họ Noctuidae.